# ماناویلی (هاوایی)
ماناویلی (به انگلیسی: Maunawili) یک منطقهٔ مسکونی در ایالات متحده آمریکا است که در هونولولو واقع شده‌است. ماناویلی ۴٫۸ کیلومتر مربع مساحت و ۲٬۰۴۰ نفر جمعیت دارد و ۲۱ متر بالاتر از سطح دریا واقع شده‌است.